# Camilla Wicks
Pour les articles homonymes, voir Wicks.
Camilla Dolores Wicks, née le 9 août 1928 et morte le 25 novembre 2020, est une violoniste américaine et l'une des premières violonistes féminines à connaître une grande carrière internationale. Sa carrière d'interprète comprend des apparitions en solo avec des orchestres symphoniques européens et américains de premier plan, dont le New York Philharmonic, le Philadelphia Orchestra et le Chicago Symphony Orchestra.

## Biographie

### Enfant prodige
Camilla Dolores Wicks est née à Long Beach, en Californie. Son père, Ingwald Wicks (Ingvald Kristian Eriksen Varhaugvik), d'origine norvégienne, est violoniste et professeur. Sa mère, Ruby (Dawson Stone) Wicks, pianiste, a étudié avec le compositeur Xaver Scharwenka. Camilla Wicks se fait connaître comme enfant prodige, et fait ses débuts en solo à l' âge de sept ans avec le Concerto pour violon no 4 de Mozart au Long Beach Municipal Auditorium. À huit ans, elle interprète le Concerto pour violon no 1 de Bruch et un an plus tard le Concerto pour violon no 1 de Paganini. Elle étudie avec Louis Persinger à la Juilliard School de New York. En 1942, Louis Persinger l'accompagne lorsqu'elle fait ses débuts en soliste à treize ans avec le New York Philharmonic.
Au cours de la décennie suivante, Camilla Wicks se produit régulièrement avec plusieurs des meilleurs chefs d'orchestre du monde (Bruno Walter, Fritz Reiner, Leopold Stokowski, Artur Rodzinski, Sixten Ehrling) et plusieurs orchestres. Elle fait de nombreuses tournées européennes et est très populaire en Scandinavie. Le compositeur finlandais Jean Sibelius admire beaucoup son interprétation de son concerto pour violon, qu'elle enregistre en 1952, avec Sixten Ehrling à la tête de la Stockholm Radio Symphony, pour le label Capitol. Elle réalise également un certain nombre d'enregistrements pour HMV, Mercury et Philips.
Camilla Wicks explore un large éventail de répertoires et promeut de nombreuses œuvres moins connues, en particulier de compositeurs scandinaves, qui, à leur tour, écrivent de nombreuses œuvres pour elle. Le compositeur et violoniste norvégien, Bjarne Brustad lui dédie un certain nombre d'œuvres pour violon seul. Camilla Wicks est une ambassadrice des compositeurs scandinaves contemporains : elle interprète des concertos du norvégien Fartein Valen (1949), du suédois Hilding Rosenberg, et la première mondiale de ceux d'Harald Sæverud et Klaus Egge. Elle bénéficie également d'une étroite collaboration avec Ernest Bloch.

### Suite et fin de carrière
Wicks épouse Robert Thomas en 1951. Au plus fort de sa carrière, elle interrompt la musique pour élever ses cinq enfants,, puis reprend ensuite sa carrière d'interprète par intermittence. Elle enseigne dans un certain nombre de facultés américaines, y compris la Louisiana State University, l'Université du Michigan et l'Université Rice.
Camilla Wicks est invitée à diriger le département des cordes de l'Académie royale d'Oslo au début des années 1970 et y reçoit une chaire à vie. De nombreux violonistes des principaux orchestres norvégiens, dont Henning Kraggerud, font partie de ses anciens élèves. En 1999, elle est nommée Chevalier de 1re classe de l'Ordre royal du mérite de Norvège pour sa contribution à la musique de ce pays. Camilla Wicks occupe la chaire Isaac Stern au Conservatoire de San Francisco avant de prendre sa retraite en 2005. Les enregistrements de studio et de concerts sont réédités sur les labels Music & Arts, Biddulph et Simax.
Camilla Wicks décède le 25 novembre 2020, à l'âge de 92 ans.

## Enregistrements
- The Art of Camilla Wicks (Music & Arts, CD 1160)
- Concertos de Sibelius, Valen et pièces courtes (Biddulph CD 80218)
- Camilla Wicks joue des Concertos de Walton et Brustad (Simax CD PSC 1185)
- Camilla Wicks, Grands interprètes norvégiens 1945-2000 Vol. III (Simax CD PSC 1832)
- Camilla Wicks, Concertos et pièces pour violon (Profil, CD PH18095)

## Reconnaissance
En 1999, elle est sacrée chevalier de l'Ordre Royal du Mérite Norvégien pour sa contribution à la musique dans le pays.